# شب بی‌پایان (فیلم ۲۰۱۵)
شب بی‌پایان (اسپانیایی: Nadie quiere la noche‎) فیلمی در ژانر درام به کارگردانی ایزابل کوشت است که در سال ۲۰۱۵ منتشر شد. از بازیگران آن می‌توان به ژولیت بینوش، رینکو کیکوچی، گابریل بیرن و مت سالینجر اشاره کرد.